# NetworkManager
NetworkManager je utilita pro správu síťových připojení na Linuxu a ostatních Unix-like operačních systémech. Jejím cílem je poskytnout uživatelům těchto operačních systémů jednoduchý a moderní způsob správy sítí, zejména těch bezdrátových.
NetworkManager je publikován jako svobodný software pod licencí GNU General Public License verze 2.